# 新华街街道 (西吉县)
新华街街道，是中国宁夏回族自治区银川市兴庆区下辖的一个乡镇级行政单位。

## 行政区划
新华街街道共辖以下地区：
鼓楼社区、思宁社区、长城社区、正丰社区、富华社区、永安社区。